# Luís Sequeira
Luís Sequeira (Toronto, ) é um figurinista luso-canadiano. Foi nomeado ao Óscar de Melhor Guarda-roupa na edição de 2018 por seu trabalho no filme The Shape of Water (2017), realizado por Guillermo del Toro.

## Filmografia
| Ano  | Título do Filme                                  | Papel                      |
| ---- | ------------------------------------------------ | -------------------------- |
| 1990 | Friday the 13th: The Series                      | Assistente de Guarda-roupa |
| 2005 | Cinderella Man                                   | Assistente de Figurinista  |
| 2007 | Quebra de Confiança                              | Figurinista                |
| 2007 | Charlie Barlett                                  | Figurinista                |
| 2008 | Rasgo de Génio                                   | Figurinista                |
| 2009 | Back                                             | Figurinista                |
| 2011 | A Coisa                                          | Figurinista                |
| 2013 | Mama                                             | Figurinista                |
| 2013 | Carrie                                           | Figurinista                |
| 2016 | Special Correspondents                           | Figurinista                |
| 2017 | A Forma da Água                                  | Figurinista                |
| 2018 | Crónicas de Natal                                | Figurinista                |
| 2019 | IT: Capítulo 2                                   | Figurinista                |
| 2020 | Love and Monsters                                | Figurinista                |
| 2021 | Nightmare Alley                                  | Figurinista                |
| 2022 | O Gabinete de Curiosidades de Guillermo del Toro | Figurinista                |
| 2024 | A Family Affair                                  | Figurinista                |

## Prémios e nomeações
Nomeações
- Óscar de Melhor Guarda-roupa – The Shape of Water (2017)
- BAFTA 2018 de Melhor Guarda-roupa – The Shape of Water (2017)
- Óscar de Melhor Guarda-roupa – Nightmare Alley (2022)
- BAFTA 2022 de Melhor Guarda-roupa – Nightmare Alley (2022)
- CDG Excelência em Figurino para um Filme de Período – Nightmare Alley (2022)

Prémios
- CDG Excelência em Figurino para um Filme de Período – The Shape of Water (2017)